# Sistema Educatiu Independent a Israel
El Sistema Educatiu Independent a Israel (en hebreu: החינוך החינוך) també conegut com a Chinuch Atzmai, és un sistema escolar alternatiu dirigit per la comunitat jueva ultra-ortodoxa d'Israel i que atén a les necessitats dels alumnes ultres-ortodoxos (haredim). El sistema va ser establert el 1953, per una decisió del Consell de Savis de la Torà de l'organització World Agudath Israel (Moetzes Gedolei HaTorah) i va ser implementat mitjançant la Llei d'Educació de l'Estat. Inicialment el sistema va ser dirigit pel Rabí Zalman Sorotkin, i ara és dirigit per un centre de coordinació que opera nombroses escoles obertes a tot el país.
La naturalesa diversa de la societat israeliana en el marc dels sistemes educatius israelians. Diferents sectors de la població assisteixen a diferents escoles. Tot i que els pares se senten reconfortats pel fet que la l'escola dels seus fills pot reflectir més o menys la seva visió bàsica del Món, aquesta separació resulta en molt poc contacte entre els diversos segments de la societat israeliana. Les escoles es divideixen en cinc grups:
- 1- En primer lloc, les escoles públiques (mamlachti), a les quals assisteixen la majoria dels alumnes;
- 2- En segon lloc, les escoles religioses estatals (mamlachti datí), que posen l'accent en els estudis jueus, la tradició i l'observança jueva;
- 3- En tercer lloc, les escoles religioses independents (chinuch atzmai) que se centren gairebé per complet en el Talmud i la Torà, i que ofereixen molt poques matèries seculars;
- 4- En quart lloc, les escoles privades que reflecteixen les filosofies de grups específics de pares (les escoles democràtiques) o que es basen en el currículum d'un país estranger (per exemple, l'Escola Americana);
- 5- En cinquè lloc, les escoles àrabs, amb instrucció en àrab, i que estan centrades en la història, la religió, i la cultura àrab.

Actualment hi ha aproximadament 80.000 alumnes matriculats a les escoles Chinuch Atzmai, que inclouen les escoles Bais Yaakov per a nenes, Talmud Torà, Jéder, i la Yeshivá Ketana per als nens. Hi ha un fort èmfasi en els estudis jueus en aquests programes.
Les escoles compten amb el suport parcial de l'Estat; no obstant això, el Ministeri d'Educació no és responsable de la contractació i l'acomiadament dels mestres, ni de la inscripció dels alumnes. A les escoles del sistema Chinuch Atzmai, se'ls assigna el 55 % del pressupost que reben les escoles públiques ordinàries, i se'ls exigeix que ensenyin el 55 % del pla d'estudis del Ministeri d'Educació.
Tradicionalment, el finançament de les escoles Chinuch Atzmai s'ha complementat amb donacions de fora d'Israel, en particular dels Estats Units. El Rabí Aharon Kotler, un dels fundadors del moviment, va exercir un paper fonamental en la recaptació de fons per a l'organització. Degut a les fortes retallades en el finançament estatal dels darrers anys, el moviment ha hagut de redoblar els seus esforços per evitar el tancament de les escoles.